# Relación genética (lingüística)
Dos idiomas tienen una relación genética, y pertenecen a la misma familia lingüística, si ambos descienden de un ancestro común, o uno desciende del otro.
El término y el proceso de evolución del lenguaje son independientes y no dependen de la terminología, la comprensión y las teorías relacionadas con la genética biológica, y para evitar confusiones, algunos lingüistas proponen reemplazar este término con relación genealógica.: 184 
Un ejemplo de relación genética lingual sería entre las lenguas romances, todas descendientes fonética y gramaticalmente, del latín hablado de la antigua Roma.
Las relaciones lingüísticas pueden informar hasta cierto punto sobre las posibles relaciones genéticas, por ejemplo, si todas las lenguas tienen un origen único, esto implica fuertemente que toda la humanidad puede haberse reunido en algún momento de la historia. Sin embargo, existen contraejemplos, al menos en el caso de la adopción y mezcla de idiomas específicos.

## Establecimiento de relaciones genéticas.
En algunos casos, como el ejemplo romance anterior, donde español, italiano, portugués, rumano y se dice que el francés está relacionado genéticamente entre sí y con el latín; y como otro ejemplo, el Danés relacionado, Sueco y Noruego, miembros de la familia germánica del Norte debido a su ascendencia compartida de nórdico antiguo ; la derivación compartida de un grupo de lenguas relacionadas de un ancestro común es atestiguada en el registro histórico. En otros casos, las relaciones genéticas entre lenguas se establecen mediante el uso del método comparativo de análisis lingüístico.
Las lenguas romances y las lenguas germánicas del norte también están relacionadas entre sí, siendo subfamilias de la familia de lenguas indoeuropeas ya que se cree que tanto el latín como el nórdico antiguo descienden de una lengua aún más antigua, proto indoeuropeo: por lo tanto, también están relacionados genéticamente entre sí.
Para probar la hipótesis de que dos idiomas están relacionados, el método comparativo comienza con la colección de pares de palabras que se supone que son cognadoss: es decir, palabras en idiomas relacionados que se derivan de la misma palabra en el lengua ancestral compartida. Los pares de palabras que tienen pronunciaciones y significados similares en los dos idiomas suelen ser buenos candidatos para cognados hipotéticos. El investigador debe descartar la posibilidad de que las dos palabras sean similares simplemente por casualidad, o porque una haya tomado prestadas las palabras de la otra (o de un idioma relacionado con la otra). El parecido fortuito se descarta por la existencia de grandes colecciones de pares de palabras entre los dos idiomas que muestran patrones similares de similitud fonética. Una vez que se han eliminado la similitud coincidente y los préstamos como posibles explicaciones de las similitudes en el sonido y el significado de las palabras, la última explicación es el origen común: se infiere que las similitudes ocurrieron debido a la descendencia de un ancestro común, y las palabras son en realidad cognados, lo que implica los lenguajes deben estar relacionados.

### Interferencia lingüística y préstamo
Cuando los idiomas están en contacto entre sí, cualquiera de ellos puede influir en el otro a través de interferencia lingüística como el préstamo. Por ejemplo, francés ha influido en inglés, árabe ha influido en persa, sánscrito ha influido en tTamil, y el chino ha influido en el japonés de esta manera. Sin embargo, tal influencia no constituye (y no es una medida de) una relación genética entre los idiomas en cuestión. La interferencia lingüística puede ocurrir entre idiomas que están genéticamente estrechamente relacionados, entre idiomas que están lejanamente relacionados (como el inglés y el francés, que están lejanamente relacionados lenguas indoeuropeas) y entre idiomas que no tienen ninguna relación genética.

## Representación visual
Una representación visual común de una familia lingüística viene dada por un árbol genético del lenguaje. El modelo de árbol a veces se denomina dendrograma o árbol filogenético. El árbol genealógico muestra la relación de los idiomas dentro de una familia, al igual que el árbol genealógico de un individuo muestra su relación con sus parientes. Hay críticas al modelo de árbol genealógico. Los críticos se centran principalmente en la afirmación de que la estructura interna de los árboles está sujeta a variaciones según los criterios de clasificación. Incluso entre quienes apoyan el modelo de árbol genealógico, existen debates sobre qué idiomas deben incluirse en una familia lingüística. Por ejemplo, dentro de la dudosa familia de lenguas altaicas, hay debates sobre si los idiomas japonés y coreano deben incluirse o no.
El modelo de onda ha sido propuesto como una alternativa al modelo de árbol. El modelo de onda utiliza isoglosas para agrupar variedades de lenguaje; a diferencia del modelo de árbol, estos grupos pueden superponerse. Mientras que el modelo de árbol implica una falta de contacto entre lenguas después de la derivación de una forma ancestral, el modelo de onda enfatiza la relación entre lenguas que permanecen en contacto, que es más realista. La glotometría histórica es una aplicación del modelo de ondas, destinada a identificar y evaluar las relaciones genéticas en los enlaces lingüísticos.

## Complicaciones
Algunos problemas encontrados por el grupo de lenguas de relaciones genéticas incluyen lenguaje aislados y mixtos, pidgines y criollos.
Las lenguas mixtas, los pidgins y las lenguas criollas constituyen tipos genéticos especiales de lenguas. No descienden lineal o directamente de un solo idioma y no tienen un solo antepasado.
Aislados son idiomas que no se puede demostrar que estén relacionados genealógicamente con ningún otro idioma moderno. Como corolario, cada idioma aislado también forma su propia familia lingüística, una familia genética que consiste en un solo idioma. Un ejemplo citado a menudo es el vasco, que forma una familia lingüística por sí mismo; pero hay muchos otros ejemplos fuera de Europa. A escala global, el sitio Glottolog cuenta un total de 427 familias lingüísticas en el mundo, incluidas 182 aisladas.

## Monogénesis
Una teoría controvertida sobre las relaciones genéticas entre las lenguas es la monogénesis, la idea de que todas las lenguas conocidas, con la excepción de la criollos, los pidgins y la lengua de señas , son descendientes de una sola lengua ancestral. Si eso es cierto, significaría que todos los idiomas (excepto el pidgin, el criollo y el lenguaje de señas) están relacionados genéticamente, pero en muchos casos, las relaciones pueden ser demasiado remotas para ser detectables. Las explicaciones alternativas para algunos puntos en común básicos observados entre los idiomas incluyen teorías del desarrollo, relacionadas con el desarrollo biológico de la capacidad del lenguaje a medida que el niño crece desde recién nacido.

## Enlaces y referencias